# Круглий (Зубово-Полянський район)
Кру́глий (рос. Круглый, ерз. Круглай) — селище у складі Зубово-Полянського району Мордовії, Росія. Входить до складу Дубительського сільського поселення.
Населення — 7 осіб (2010; 14 у 2002).
Національний склад станом на 2002 рік:
- мордва — 86 %